# Simon ben Pazzi
R. Simeon (in Palästina mit gräzisiertem Namen: Simon, in Babylonien Simeon ben Pazzi genannt) war ein bekannter Amoräer der dritten Generation (ca. 290–320).
Er war Schüler und Tradent des Jehoschua ben Levi, im Süden wohnhaft, oft in Diskussion mit Chanina ben Papa, Lehrer des Tanchum ben (bar) Chijja aus Kefar Akko und Chilqijjas, der oft in seinem Namen tradiert.